# Óláfs saga Tryggvasonar en mesta
L'Óláfs saga Tryggvasonar en mesta, o La grande saga di Óláfr Tryggvason, è una saga dei re norrena, un'estesa biografia di re Óláfr Tryggvason composta intorno al 1300; essa si basa sull'Óláfs saga Tryggvasonar contenuta nell'Heimskringla di Snorri Sturluson, ma espande notevolmente la narrazione con materiale proveniente da altre precedenti biografie del re, quali l'Óláfs saga Tryggvasonar di Oddr Snorrason e quella di Gunnlaugr Leifsson, e con altro materiale non direttamente collegato ad esse.
La saga si è conservata in un certo numero di manoscritti, divisibili in due gruppi. Il primo gruppo comprende una redazione più antica della saga, come ci è giunta nei manoscritti AM 53 fol., AM 54 fol., AM 61 fol., nel Bergsbók e nell'Húsafellsbók; il secondo gruppo è una versione più tarda, conservatasi nel manoscritto AM 62 fol. e nel Flateyjarbók.
La saga include anche dei þættir e delle brevi saghe, alcune delle quali non altrimenti conservatesi.